# Okręty desantowe typu San Antonio
Okręty desantowe typu San Antonio – amerykańskie okręty desantowe służące od 2006 w Marynarce Wojennej Stanów Zjednoczonych. Zaliczane są do klasy amphibious transport dock (LPD), czyli okręt desantowy-dok. Zaplanowano budowę 12 okrętów tego typu. Okręty typu San Antonio zostaną być może wyposażone w pociski antybalistyczne Kinetic Energy Interceptor, przez co staną się elementem morskiego systemu antybalistycznego Marynarki Wojennej Stanów Zjednoczonych – Navy Theater Wide (NTW).

## Okręty
- USS „San Antonio” (LPD-17) – w służbie od 14 stycznia 2006 r.;
- USS „New Orleans” (LPD-18) – w służbie od 10 marca 2007 r.;
- USS „Mesa Verde” (LPD-19) – w służbie od 15 grudnia 2007 r.;
- USS „Green Bay” (LPD-20) – w służbie od 24 stycznia 2009 r.;
- USS „New York” (LPD-21) – w służbie od 7 listopada 2009 r.;
- USS „San Diego” (LPD-22) – w służbie od 19 maja 2012 r.;
- USS „Anchorage” (LPD-23) – w służbie od 4 maja 2013 r.;
- USS „Arlington” (LPD-24) – w służbie od 8 kwietnia 2013 r.;
- USS „Somerset” (LPD-25) – w służbie od 1 marca 2014 r.;
- USS „John P. Murtha” (LPD-26) – w służbie od 11 sierpnia 2016 r.[3];
- USS „Portland” (LPD-27) – w służbie od 14 grudnia 2017 r.[4];
- USS „Fort Lauderdale” (LPD-28) – zwodowany 28 marca 2020 r.[5]